# Wendy Padbury
Wendy Padbury (ur. 7 grudnia 1947 w Stratford-upon-Avon) – brytyjska aktorka filmowa i telewizyjna, najbardziej znana z roli Zoe Heriot w brytyjskim serialu science-fiction pt. Doktor Who.
Padbury przez pewien czas była w związku małżeńskim z Melvynem Hayesem, z którym ma dwie córki, Joanne (ur. 1974) i Charlotte (ur. 1977).

## Filmografia
Źródło:

### Filmy
| Rok  | Nazwa filmu              | Rola               | Uwagi |
| ---- | ------------------------ | ------------------ | ----- |
| 1967 | Charlie Bubbles          | kobieta w kawiarni |       |
| 1971 | Krew na szponach szatana | Cathy Vespers      |       |

### Seriale
| Rok               | Nazwa serialu             | Rola             | Uwagi                            |
| ----------------- | ------------------------- | ---------------- | -------------------------------- |
| 1964              | Crossroads                | Stevie Harris    |                                  |
| 1967              | ITV Play of the Week      | So-Shy           | odc. "Aladdin"                   |
| 1968              | The Dickie Henderson Show | Carol            | odc. "The Image"                 |
| 1968 – 1969; 1983 | Doktor Who                | Zoe Heriot       | 9 historii (49 odcinków)         |
| 1971              | Z Cars                    | Christina        | odc. "Kid's Stuff"               |
| 1971              | Seasons of the Year       | dziewczyna       | odc. "The Three Graces"          |
| 1971 – 1973       | Freewheelers              | Sue Craig        | 39 odcinków                      |
| 1972              | Emmerdale                 | Rosemary Roberts |                                  |
| 1974              | Crown Court               | Fiona Sumner     | odc. "The Getaway"               |
| 1976              | Jackanory Playhouse       | Kay-Su           | odc. "The Emperor's Nightingale" |
| 1976              | The Many Wives of Patrick | Amanda Woodford  | 3 odcinki                        |
| 1991              | The Bill                  | Menadżerka       | odc. "The Negotiator"            |